# Zenophleps rosa
Zenophleps rosa är en fjärilsart som beskrevs av Samuel E. Cassino 1927. Zenophleps rosa ingår i släktet Zenophleps och familjen mätare. Inga underarter finns listade i Catalogue of Life.